# (90944) Pujol
(90944) Pujol est un astéroïde de la ceinture principale.

## Description
(90944) Pujol est un astéroïde de la ceinture principale. Il fut découvert le 25 octobre 1997 à Castres par Alain Klotz. Il présente une orbite caractérisée par un demi-grand axe de 2,29 UA, une excentricité de 0,26 et une inclinaison de 3,2° par rapport à l'écliptique.

## Compléments